# Gusu, Sibiu
Gusu, mai demult Gusul Mic (în dialectul săsesc Gäszhiwel, în germană Giesshübel, Giszibel, în maghiară Kisludas, Ludas) este un sat în comuna Ludoș din județul Sibiu, Transilvania, România.

## Monumente
Biserica medievală din Gusu a purtat hramul Sfântul Anton de Padova și a aparținut de capitlul de Șpring.

## Imagini

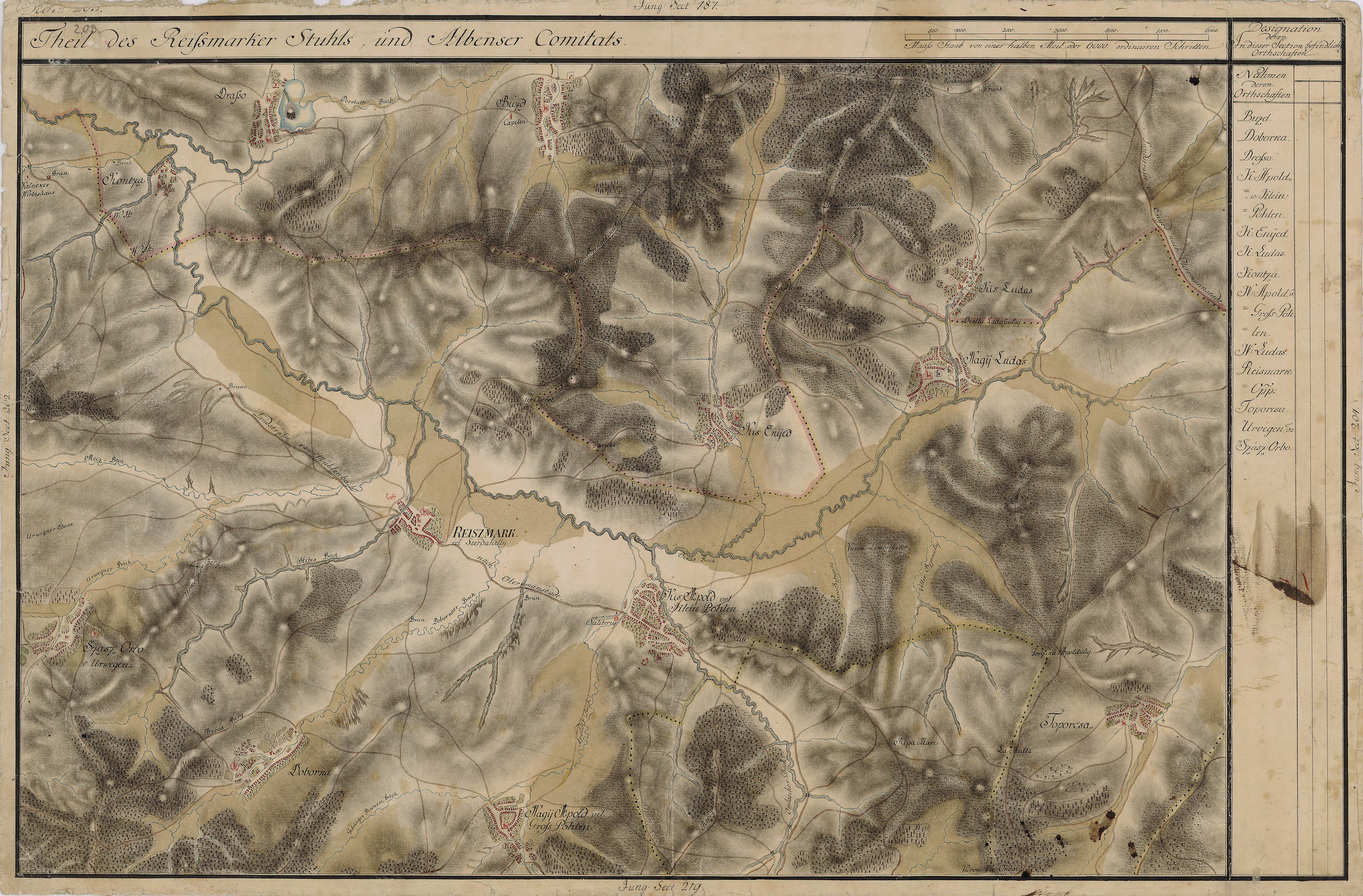
Gusu în Harta Iosefină a Transilvaniei, 1769-1773
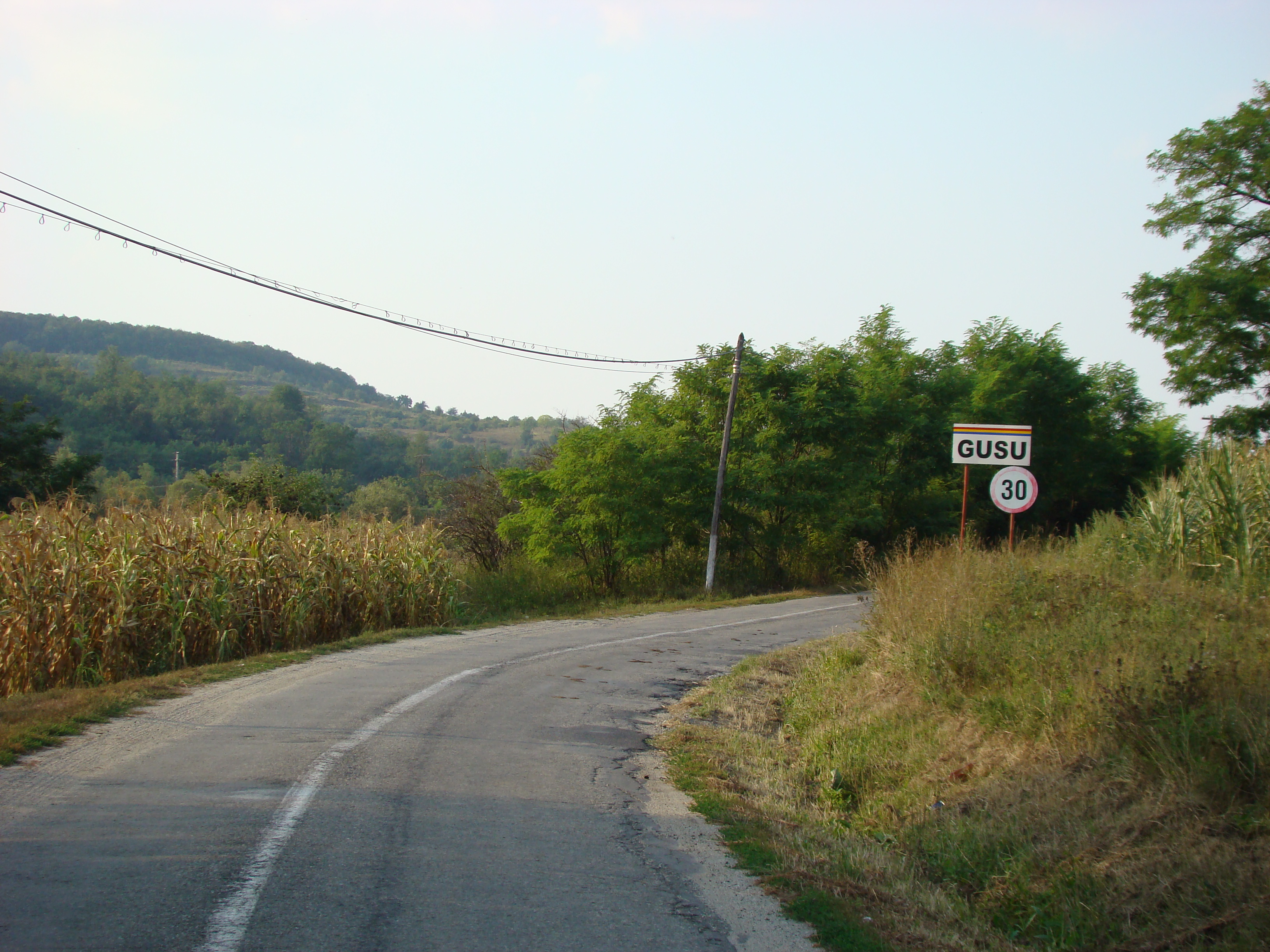
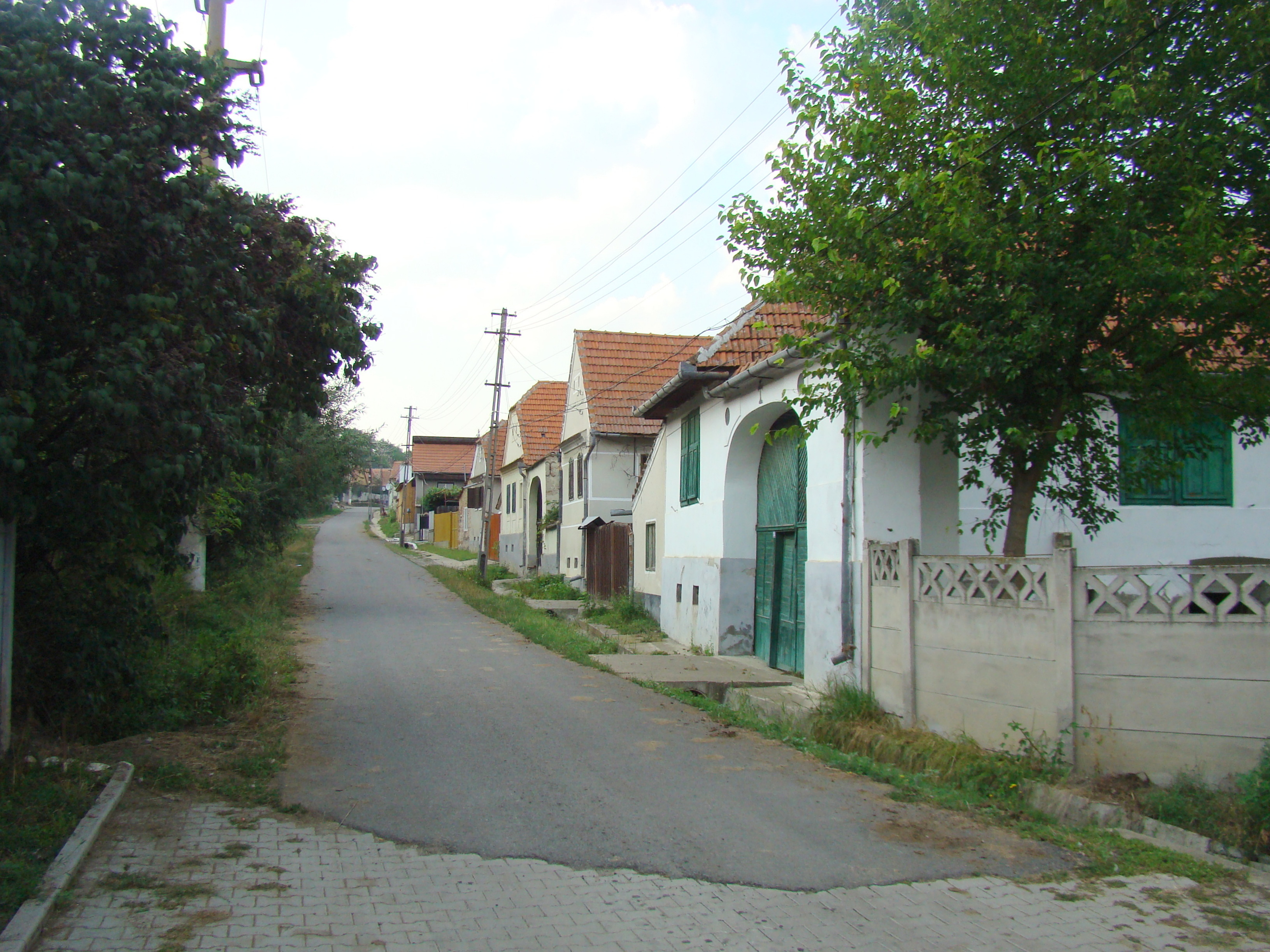
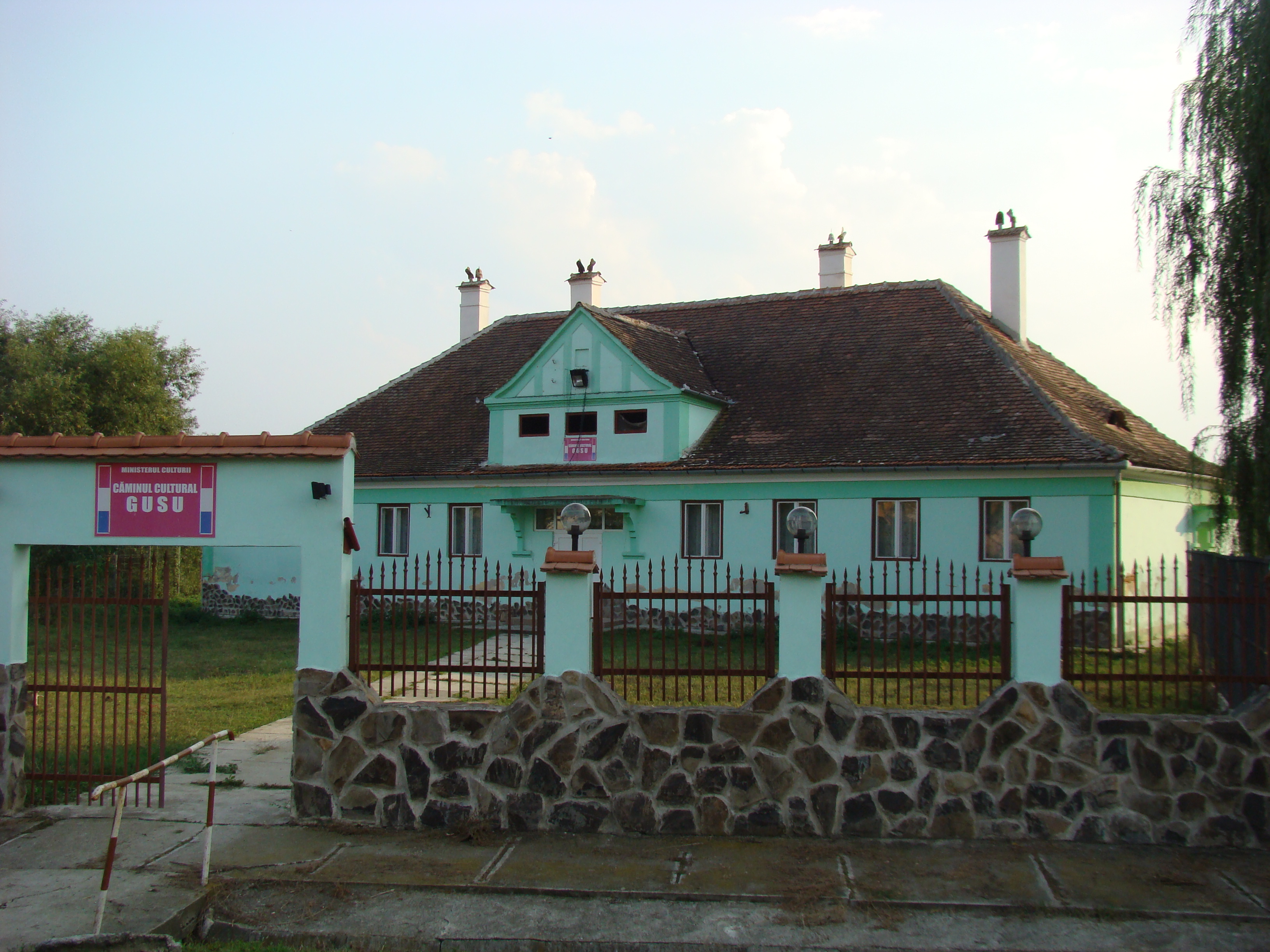
Căminul cultural
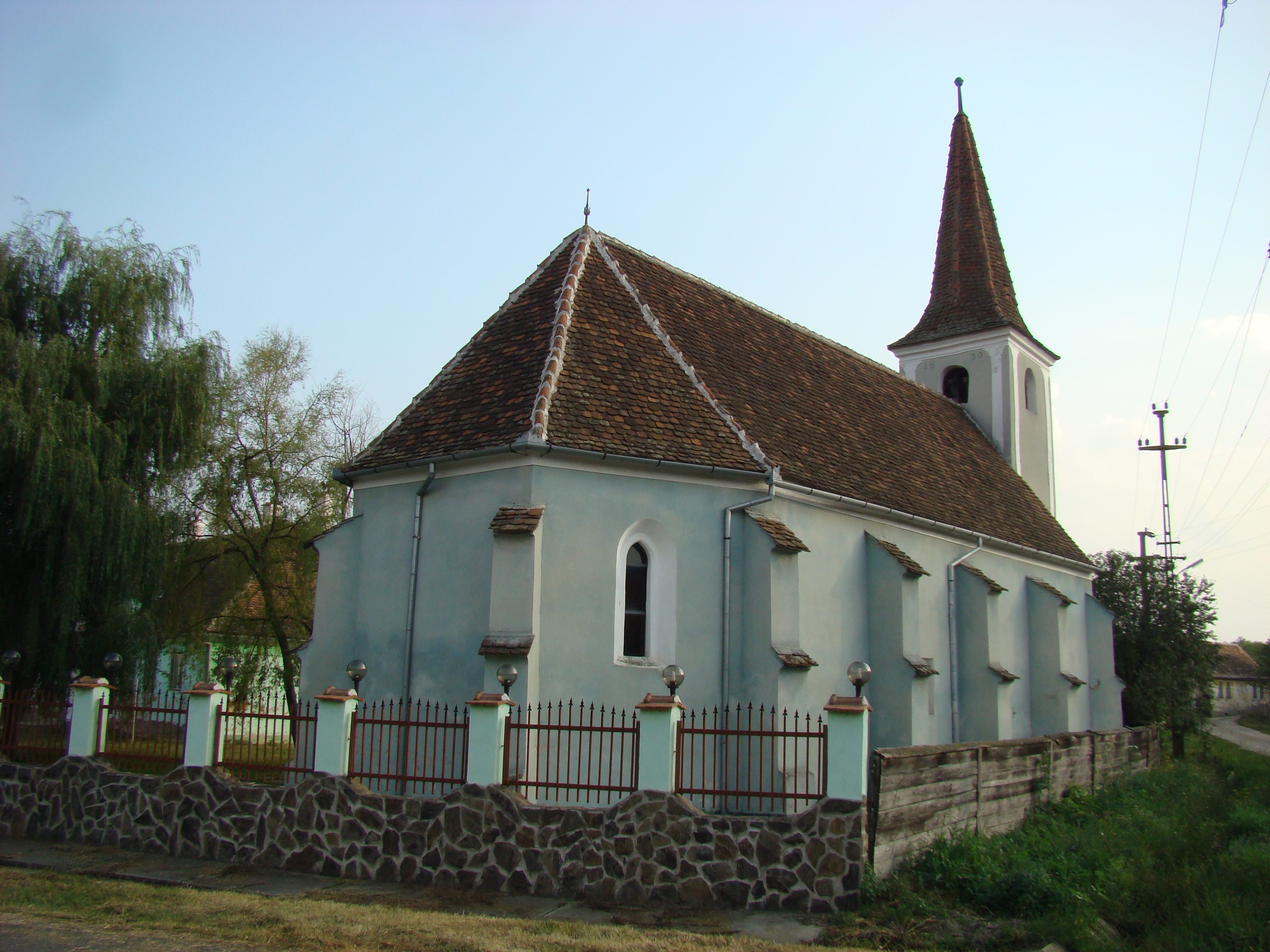
Biserica lutherană
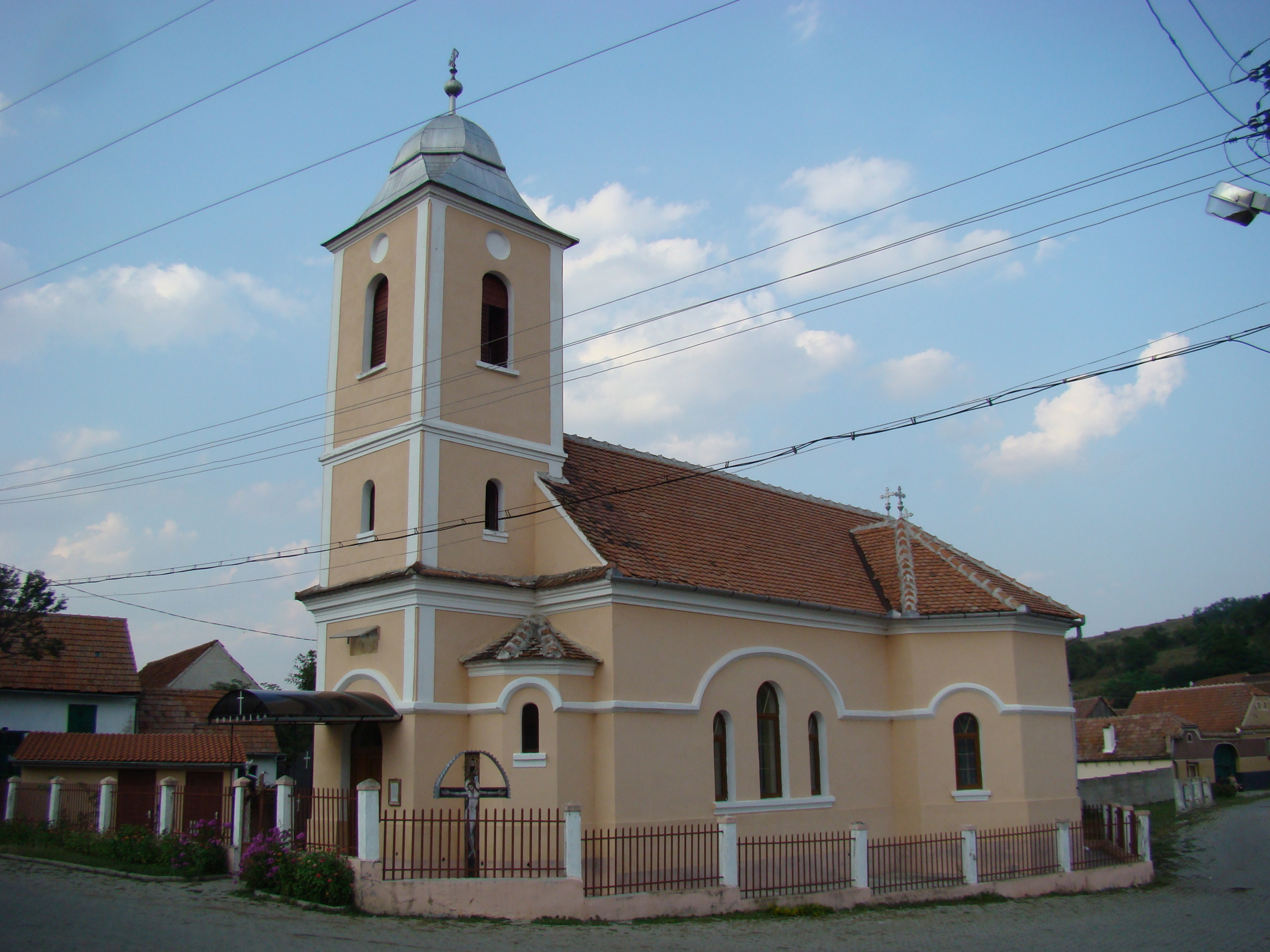
Biserica ortodoxă „Înălțarea Domnului”
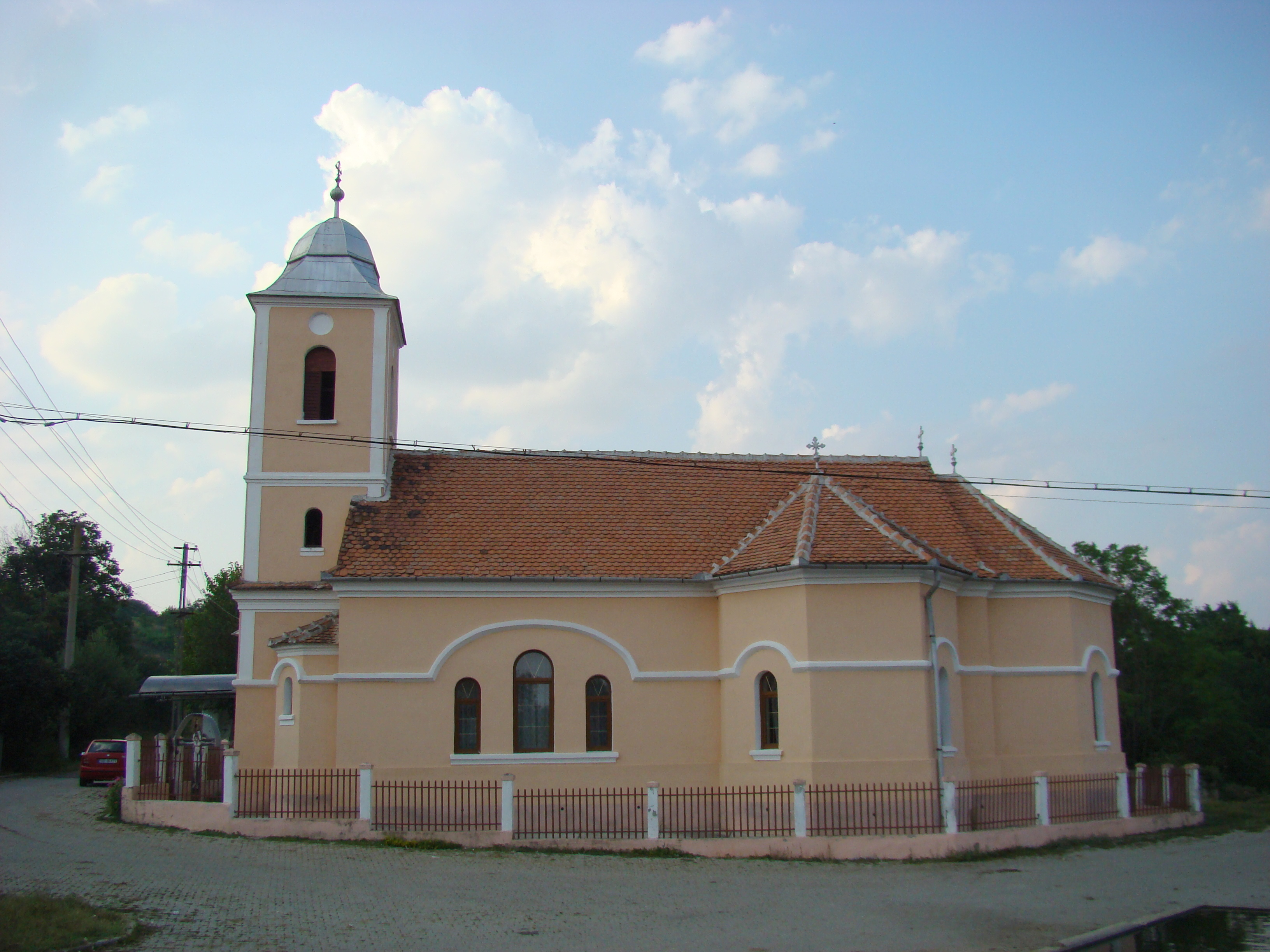
Biserica ortodoxă „Înălțarea Domnului”
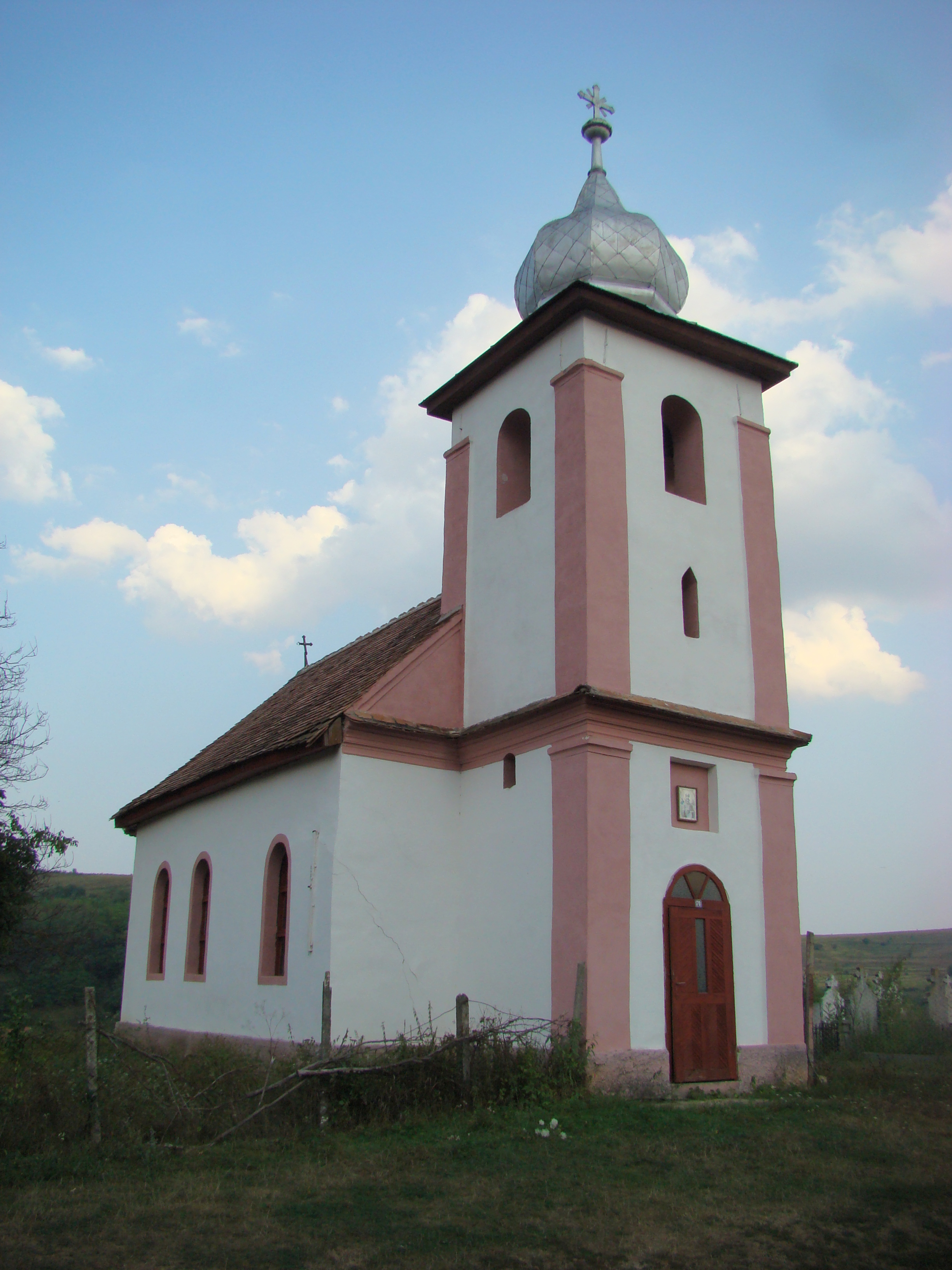
Biserica greco-catolică
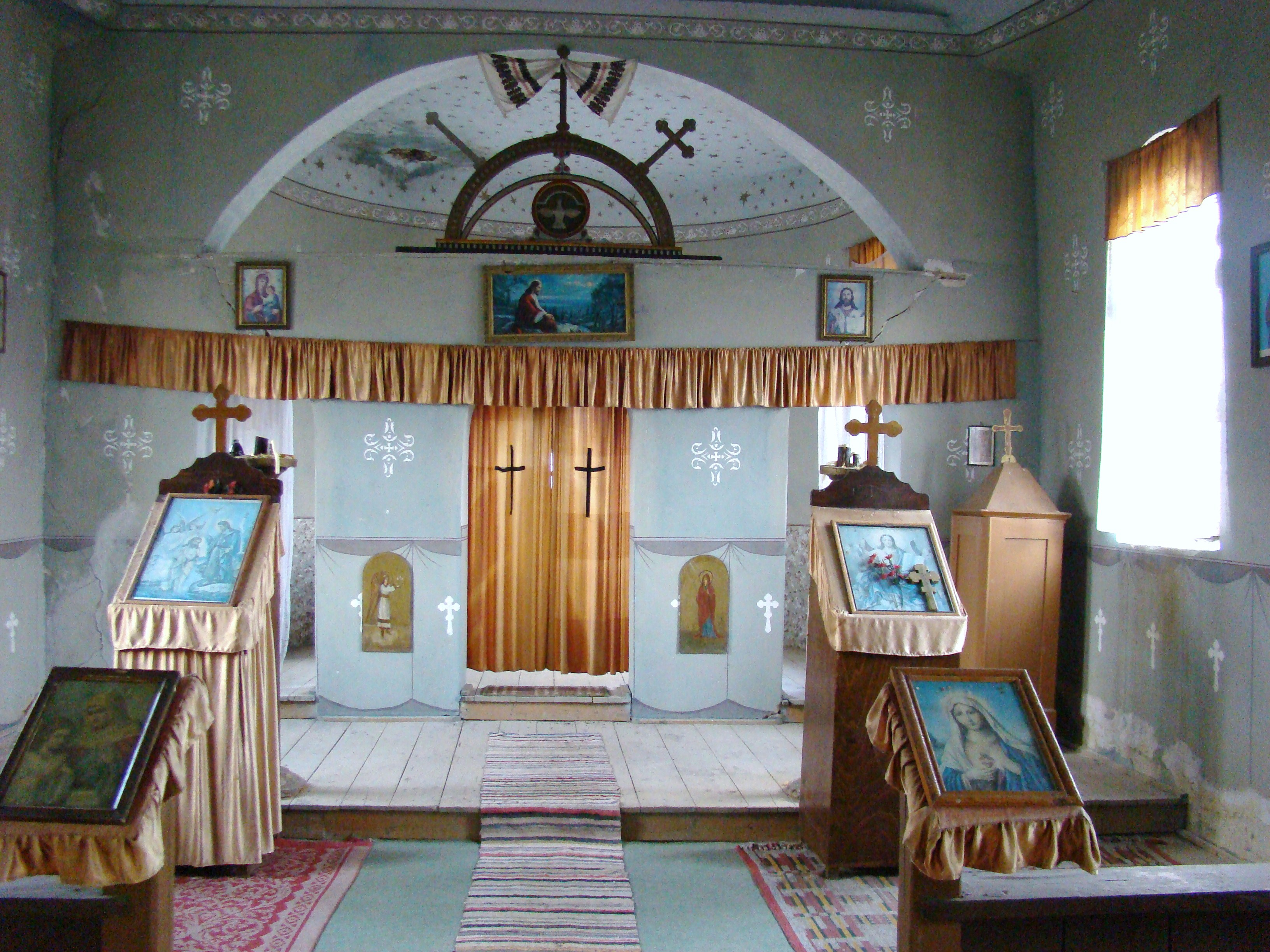
Biserica greco-catolică (interior)
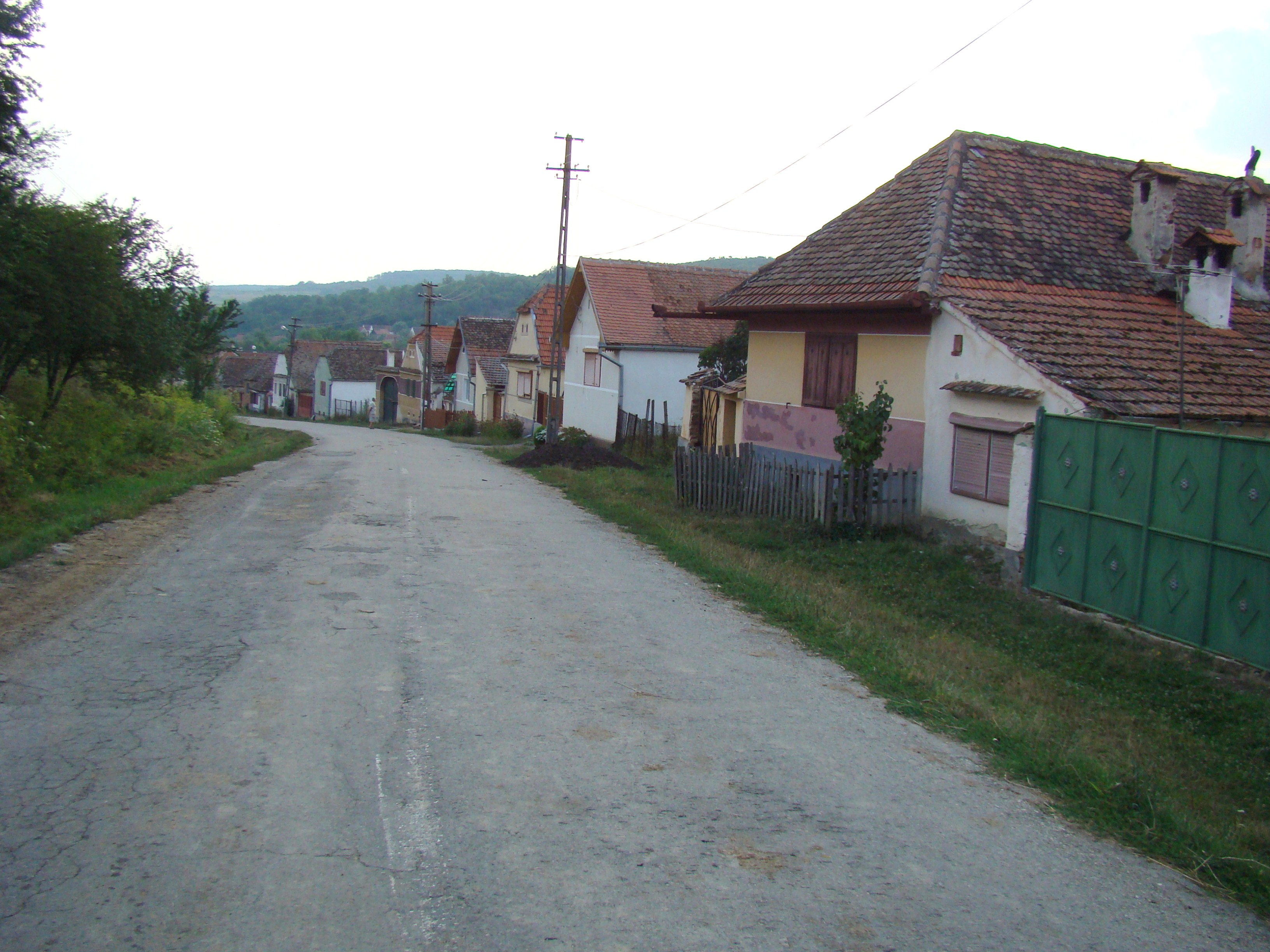